# Crinum mauritianum
Crinum mauritianum es una planta herbácea perteneciente a la familia de las amarilidáceas. Es originaria de Mauricio.

## Taxonomía
Crinum mauritianum fue descrita por el botánico y horticultor inglés de origen alemán, Conrad Loddiges y publicado en Botanical Cabinet; consisting of coloured delineations.., t. 650, en el año 1822.
Etimología
Crinum: nombre genérico que deriva del griego: krinon = "un lirio".
mauritianum: epíteto geográfico que alude a su localización en Isla Mauricio.
Sinonimia
- Crinum braunii Harms
- Crinum voyronii Jum.[5][6]